# Корб (Виртемберг)
Корб (њем. Korb) општина је у њемачкој савезној држави Баден-Виртемберг. Једно је од 31 општинског средишта округа Ремс-Мур. Према процјени из 2010. у општини је живјело 10.397 становника. Посједује регионалну шифру (AGS) 8119041.

## Географски и демографски подаци
Корб се налази у савезној држави Баден-Виртемберг у округу Ремс-Мур. Општина се налази на надморској висини од 296 метара. Површина општине износи 8,4 km². У самом мјесту је, према процјени из 2010. године, живјело 10.397 становника. Просјечна густина становништва износи 1.230 становника/km².